# BPMN
Business Process Model and Notation (BPMN) er en grafisk repræsentation til at specificere forretningsprocesser i en forretningsprocesmodel.
BPMN blev oprindeligt udviklet af Business Process Management Initiative (BPMI) og er blevet vedligeholdt af Object Management Group (OMG), siden de to organisationer fusionerede i 2005. Version 2.0 af BPMN blev udgivet i januar 2011, hvorefter navnet blev ændret til Business Process Model and Notation for at afspejle introduktionen af eksekveringssemantik, som blev introduceret sammen med de eksisterende notations- og diagramelementer.
Selvom det er en OMG-specifikation, er BPMN også ratificeret som ISO 19510. Den seneste version er BPMN 2.0.2 og udgivet i januar 2014.

## Elementer
BPMN-modeller er udtrykt ved simple diagrammer konstrueret ud fra et begrænset sæt af grafiske elementer. For både forretningsbrugere og udviklere forenkler de forståelsen af forretningsaktiviteters forløb og proces. BPMN's fire grundlæggende elementkategorier er:
Forløbsobjekter
Hændelse, aktivitet, gateway
Forbindelsesobjekter
Sekvensforløb, beskedforløb, tilknytning
Svømmebaner
Pulje, bane
Artefakter
Dataobjekt, gruppe, anmærkning
Disse fire kategorier muliggør oprettelse af simple forretningsprocesdiagrammer (BPD'er). BPD'er tillader også at lave nye typer af forløbsobjekter eller artefakter for at gøre diagrammet mere forståeligt.